# Walter J. Moore
Walter John Moore (* 25. März 1918 in New York City; † 20. Dezember 2001 in Bloomington (Indiana))  war ein US-amerikanischer Chemiker (Physikalische  Chemie), Hochschullehrer und Biograph von Erwin Schrödinger.
Moore studierte Chemie an der New York University mit dem Bachelor-Abschluss 1937 und wurde 1940 an der Princeton University in Physikalischer Chemie promoviert. Als Post-Doktorand war er bei Linus Pauling am Caltech als Fellow des National Research Council. 1941 bis 1945 war er im Manhattan Project. Danach begann er seine akademische Laufbahn an der Catholic University of America in Washington D. C., an der er fünf Jahre blieb. Nach einem Jahr als Fulbright und Guggenheim Fellow an der University of Bristol wurde er 1952 Professor an der Indiana University, an der er ab 1963 eine Forschungsprofessur hatte. 1974 wurde er Professor an der University of Sydney, an der er 1983 emeritiert wurde. Danach war er Adjunct Professor an der Indiana University.
Er war unter anderem Gastprofessor an der Harvard University, der Sorbonne, in Brasilien und an der University of Queensland.
Er ist bekannt für sein zuerst 1950 erschienenes Lehrbuch Physical Chemistry, das über dreißig Jahre als Standardwerk galt. Die vierte Auflage wurde in acht Sprachen übersetzt. Moore veröffentlichte über 200 wissenschaftliche Arbeiten in Photochemie, Festkörperchemie, Neurochemie und Proteinchemie. Unter anderem bestimmte er die Proteinstruktur des Basischen Myelinproteins, welches bei der Multiplen Sklerose eine wichtige Rolle spielt.
Er ist für seine Biographie von Erwin Schrödinger bekannt, wofür er sich weltweit auf Quellensuche machte und auch die Tagebücher (im Besitz von Schrödingers Tochter Ruth Braunitzer) mit intimen Details zu dessen Privatleben erstmals auswerten konnte. Seine materialreiche Biographie erschien 1989. Es erhielt einen Preis von der American Association of Publishers.
Er war an Wissenschaftsgeschichte und -philosophie interessiert und hatte eine Bibliothek seltener Bücher auf diesem Gebiet, über das er auch Buchrezensionen in Zeitschriften verfasste.

## Schriften
- Physical Chemistry, 5. Auflage Longman/Prentice Hall 1972 (zuerst 1950)
  - Deutsche Ausgabe: Physikalische Chemie, De Gruyter, 4. Auflage 1986 (bearbeitet von Dieter O. Hummel, Mitwirkung G. Trafara, K. Holland-Moritz)
- Basic Physical Chemistry, Prentice Hall 1983
  - Deutsche  Ausgabe: Grundlagen der Physikalischen Chemie, De Gruyter 1990 (Übersetzer Wolfgang Paterno)
- Seven Solid States: An Introduction to the Chemistry and Physics of Solids, Benjamin 1967
  - Deutsche Ausgabe: Der feste Zustand: Eine Einführung in die Festkörperchemie anhand sieben ausgewählter Beispiele, Vieweg/Teubner 1977
- Schrödinger: Life and Thought, Cambridge University Press 1989, 2015
- A life of Erwin Schrödinger, 1994 (Kurzfassung der Biographie)
  - Deutsche Ausgabe der Kurzfassung: Erwin Schrödinger – eine Biographie, Darmstadt: Primus 2012,  ISBN 9783863123017[1]